# Recruitment Process Outsourcing

Le Recruitment Process Outsourcing (ou RPO) est un sous ensemble des Business Process Outsourcing (BPO).
Il consiste en l'externalisation totale du processus de recrutement d'une entreprise.
Il est très classique de retrouver ce type de pratique dans la fonction finance (externalisation de la paye par exemple) mais beaucoup moins en RH.
Cependant cette tendance est forte dans les pays anglo-saxon (avec des acteurs de taille internationale comme Alexander Mann et Hays). Elle apparait en France à partir de 2003 dans quelques structures qui avaient une activité de cabinet de recrutement ou d'autres de taille plus modeste qui se sont spécialisées sur cette activité (comme Solantis par exemple).
L'avantage avancé par les DRH est de se concentrer sur l'aspect stratégique de la politique de recrutement sans se poser la question des moyens ou des outils.